# CNBLUE
CNBLUE (hangul: 씨엔블루) är ett sydkoreanskt rockband bildat år 2009 av FNC Entertainment.
Gruppen består av de fyra medlemmarna Jung Yonghwa, Lee Jonghyun, Kang Minhyuk och Lee Jungshin.

## Medlemmar
| Födelsenamn   | Födelsenamn | Födelsedatum      |
| Romanisering  | Hangul      | Födelsedatum      |
| ------------- | ----------- | ----------------- |
| Jung Yong-hwa | 정용화      | 22 juni 1989      |
| Lee Jong-hyun | 이종현      | 15 maj 1990       |
| Kang Min-hyuk | 강민혁      | 28 juni 1991      |
| Lee Jung-shin | 이정신      | 15 september 1991 |

## Diskografi

### Studioalbum
| Datum           | Albumtitel         | Topplacering          | Topplacering   |
| Datum           | Albumtitel         | Sydkorea (Gaon Chart) | Japan (Oricon) |
| Koreanska       | Koreanska          | Koreanska             | Koreanska      |
| --------------- | ------------------ | --------------------- | -------------- |
| 21 mar 2011     | First Step         | 1                     | 16             |
| 14 sep 2015     | 2gether            | 1                     | 14             |
| Japanska        |                    |                       |                |
| 20 mar 2010     | Thank U            | —                     | 90             |
| 1 sep 2011      | 392                | —                     | 6              |
| 29 aug 2012     | Code Name Blue     | —                     | 1              |
| 28 aug 2013     | What Turns You On? | —                     | 2              |
| 17 sep 2014     | Wave               | —                     | 3              |
| 30 sep 2015     | Colors             | —                     | 1              |
| 19 okt 2016     | Euphoria           | —                     | 2              |
| 18 oktober 2017 | Stay Gold          | —                     | 3              |

### EP-skivor
| Datum       | Albumtitel   | Topplacering          | Topplacering   |
| Datum       | Albumtitel   | Sydkorea (Gaon Chart) | Japan (Oricon) |
| Koreanska   | Koreanska    | Koreanska             | Koreanska      |
| ----------- | ------------ | --------------------- | -------------- |
| 14 jan 2010 | Bluetory     | 1                     | 93             |
| 19 maj 2010 | Bluelove     | 3                     | 112            |
| 26 apr 2011 | First Step   | 1                     | 53             |
| 26 mar 2012 | Ear Fun      | 1                     | 15             |
| 14 jan 2013 | Re:Blue      | 1                     | 21             |
| 24 feb 2014 | Can't Stop   | 1                     | 15             |
| 4 apr 2016  | Blueming     | 1                     | 13             |
| 20 mar 2017 | 7°CN         | 2                     | 33             |
| Japanska    |              |                       |                |
| 19 aug 2009 | Now or Never | —                     | 95             |
| 25 nov 2009 | Voice        | —                     | 91             |

### Singlar
| År        | Titel              | Topplacering          | Topplacering   |
| År        | Titel              | Sydkorea (Gaon Chart) | Japan (Oricon) |
| Koreanska | Koreanska          | Koreanska             | Koreanska      |
| --------- | ------------------ | --------------------- | -------------- |
| 2010      | "I'm a Loner"      | 2                     | —              |
| 2010      | "Love"             | 2                     | —              |
| 2011      | "Intuition"        | 1                     | —              |
| 2011      | "Love Girl"        | 19                    | —              |
| 2012      | "Still in Love"    | 3                     | —              |
| 2012      | "Hey You"          | 1                     | —              |
| 2013      | "I'm Sorry"        | 2                     | —              |
| 2014      | "Can't Stop"       | 3                     | —              |
| 2015      | "Cinderella"       | 10                    | —              |
| 2016      | "You're So Fine"   | 19                    | —              |
| 2017      | "Between Us"       | 33                    | —              |
| Japanska  |                    |                       |                |
| 2010      | "The Way"          | —                     | 26             |
| 2010      | "I Don't Know Why" | —                     | 15             |
| 2011      | "Re-maintenance"   | —                     | 12             |
| 2011      | "In My Head"       | —                     | 4              |
| 2012      | "Where You Are"    | —                     | 1              |
| 2012      | "Come On"          | —                     | 5              |
| 2012      | "Robot"            | —                     | 2              |
| 2013      | "Blind Love"       | —                     | 4              |
| 2013      | "Lady"             | —                     | 4              |
| 2014      | "Truth"            | —                     | 3              |
| 2014      | "Go Your Way"      | —                     | 8              |
| 2015      | "White"            | —                     | 4              |
| 2016      | "Puzzle"           | —                     | 4              |
| 2017      | "Shake"            | —                     | —              |